# HD 56876
HD 56876，又名CD-26 4140，SAO 173411、HR 2774，是一颗恒星，视星等为6.46，位于銀經239.73，銀緯-6.57，其B1900.0坐标为赤經7h 13m 44.2s，赤緯-26° -6.57′ 0″。